# Dorothy Fields
Dorothy Fields, född 15 juli 1905 i Allenhurst i New Jersey, död 28 mars 1974 i New York, var en amerikansk sångtextförfattare. Hon skrev mer än 400 sånger för Broadway och filmer.
Hon samarbetade med flera kompositörer, först med Jimmy McHugh (1928–35) och senare med Jerome Kern, Arthur Schwartz och Cy Coleman. Till Irving Berlins succémusikal Annie Get Your Gun skrev Dorothy librettot tillsammans med sin bror Herbert Fields.

## Sånger med text av Dorothy Fields (urval)
- 1928 – I Can't Give You Anything but Love, Baby (med Jimmy McHugh)
- 1930 – Exactly Like You (med Jimmy McHugh)
- 1930 – On the Sunny Side of the Street (med Jimmy McHugh)
- 1933 – Don’t Blame Me (med Jimmy McHugh)
- 1935 – Hooray for Love (med Jimmy McHugh)
- 1935 – I'm in the Mood for Love (med Jimmy McHugh)
- 1936 – A Fine Romance (med Jerome Kern)
- 1936 – Never Gonna Dance (med Jerome Kern)
- 1936 – Pick Yourself Up (med Jerome Kern)
- 1936 – The Way You Look Tonight (med Jerome Kern)
- 1938 – You Couldn't Be Cuter (med Jerome Kern)
- 1940 – Remind Me (med Jerome Kern)
- 1966 – Big Spender (med Cy Coleman)
- 1966 – If My Friends Could See Me Now (med Cy Coleman)